# بازوبند طلایی بز و پرنده هما
بازوبند طلایی شیردال یکی از آثار باستانی متعلق به دوران هخامنشیان است. این بازوبند مزین به دو جانور اساطیری شیردال است که به صورت متقارن رویاروی یکدیگر ایستاده‌اند. بازوبند طلایی شیردال هخامنشی دارای سنگ‌ها و نگین‌های گران‌بها بوده‌است که از آن کنده شده‌اند. این بازوبند یکی از صدها اثر باستانی بازمانده از گنجینهٔ آمودریا است.
برای این آثار تاریخ سدهٔ پنجم و چهارم پ. م پیشنهاد شده‌است، زمانی که پادشاهی نیرومند هخامنشی پرچم خود را بر سرزمین‌هایی از درهٔ سند تا رود نیل برافراشته بود. گنجینه در کنارهٔ رودخانهٔ جیحون یا آمودریا (Oxus River) در سرزمین کنونی تاجیکستان و به احتمال زیاد از تپهٔ باستانی تخت کواد (قباد) که گذرگاهی در ساحل شمالی رود است بین سال‌های ۱۸۷۷ و ۱۸۸۰ م. در کاوش‌های غیرعلمی به‌دست آمده‌است. ممکن است شمار بسیاری از آثار پراکنده یا حتی ذوب شده باشند. احتمالاً آثار به نیایشگاهی از دورهٔ هخامنشی تعلق داشته‌اند و توسط مردمان منطقه به‌عنوان هدیه یا نذر در آن مکان نهاده شده‌اند. این مجموعه نخستین بار در موزهٔ بریتانیا در سال ۱۹۰۰ م. در سالن زیورهای طلایی به‌نمایش نهاده شد.
شیردال از انگاره‌های مهم اندیشه و هنر خاور باستان به حساب می‌آید. به نظر می‌رسد آغازین نمونه‌های این انگاره را مصریان ساخته‌اند و پس از آن مردمان بین‌النهرین، ایلام و ایران باختری آن را بر دست‌سازهای هنری خویش نقش کرده‌اند. عقاب و شیر هرکدام دارای نیروی سحرآمیز و فرمانروای قلمرو خویشتن بودند. هنگامی که درهم آمیخته می‌شدند برای نیایشگاه‌ها به نگاهبانی شکست‌ناپذیر بدل می‌شدند که در هرکدام از فرهنگ‌های کهن، نام و ویژگی متفاوتی داشت.